# Antoniuk
Antoniuk — osiedle w północnej części Białegostoku. W jego skład wchodzą osiedla mieszkaniowe: Przyjaźń (w XX w. istniało jako oddzielne osiedle) i Sady Antoniukowskie, niebędące jednostkami administracyjnymi. 

## Obiekty i tereny zielone

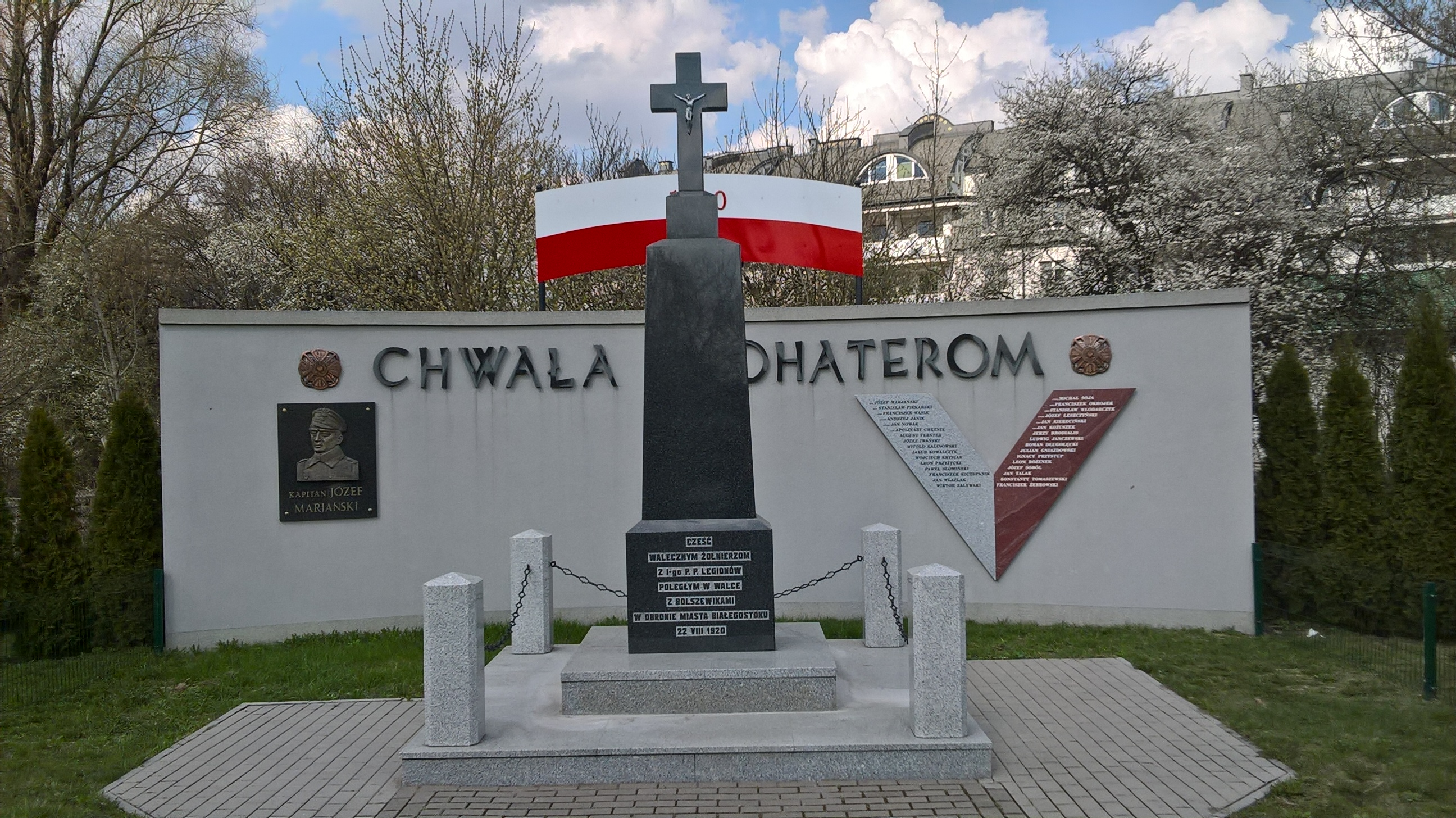
Pomnik 1 Pułku Piechoty Legionów

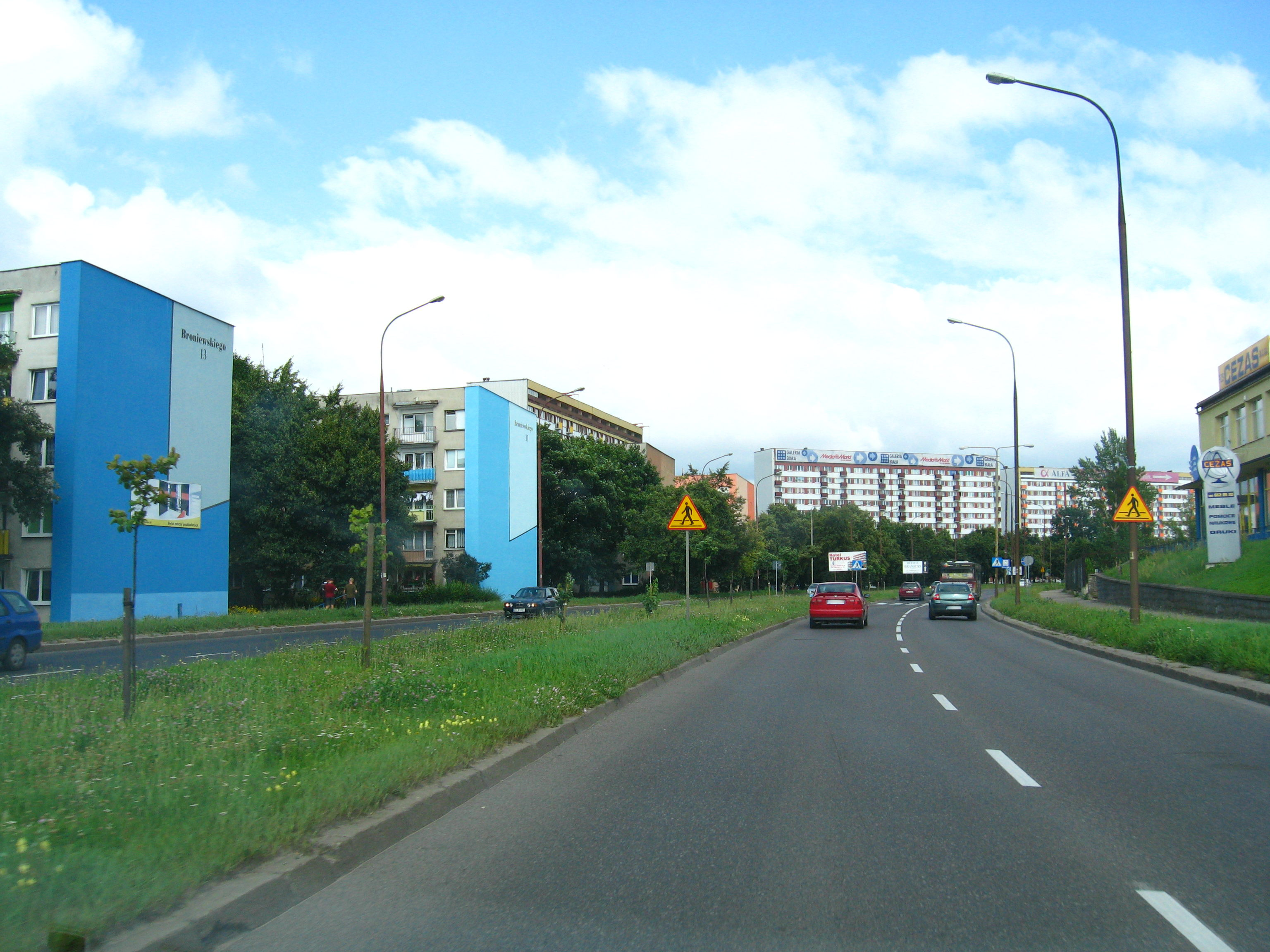
Aleja Solidarności — Os. Przyjaźń

- Pomnik 1 Pułku Piechoty Legionów, upamiętniający żołnierzy poległych w zwycięskiej obronie Białegostoku w wojnie polsko-bolszewickiej w 1920
- II Liceum Ogólnokształcące im. ks. Anny z Sapiehów Jabłonowskiej
- VII Liceum Ogólnokształcące
- Zespół Szkół Gastronomicznych
- Zespół Szkół Mechanicznych
- Zespół Szkół Ponadgimnazjalnych nr 1 (dawniej Zespół Szkół Zawodowych nr 1)
- Społeczna Szkoła Podstawowa nr 2
- Szkoła Podstawowa nr 7
- Szkoła Podstawowa nr 15
- Wyższa Szkoła Ekonomiczna
- Filia biblioteczna nr 13 Książnicy Podlaskiej - ul. Władysława Broniewskiego 4
- Hotel Turkus - Al. Jana Pawła II 54
- Klub Rozrywki "Krąg" - ul. Wierzbowa 6
- Park Antoniuk
- ogródki działkowe

## Opis granic osiedla
Od rzeki Białej wzdłuż torów kolejowych do ul. H. Dąbrowskiego, ul. H. Dąbrowskiego do Kolejowej, ul. Kolejową do ul. Zwycięstwa, ulicą Zwycięstwa, Al. Jana Pawła II do rzeki Białej, wzdłuż rzeki Białej do torów kolejowych.

## Ulice i place znajdujące się na terenie osiedla
Al. Solidarności, Al. Jana Pawła II — parzyste 52-56, Antoniukowska, Broniewskiego Władysława, Choroszczańska, Głowackiego Bartosza, Knyszyńska, Kolejowa — parzyste, Narewska, Ordonówny Hanki, Owsiana, Stalowa, Świętokrzyska, Tuwima Juliana, Ukośna, Wiatrakowa, Widok, Wierzbowa, Wysoka, Zielone Wzgórze, Zwycięstwa — parzyste.